# Hannover Spartans
Die Hannover Spartans waren ein American-Football-Team aus der niedersächsischen Hauptstadt Hannover. Zwischenzeitlich musste der Name aufgrund von Lizenzstreitigkeiten in Arminia Spartans geändert werden. Dieser Name wurde bis zur Rückbenennung in Hannover Spartans im Jahr 2017 beibehalten. Die Spartans waren eine Abteilung des SV Arminia Hannover.

## Geschichte
Gegründet wurden die Hannover Spartans im Dezember 2006. In den Ligabetrieb stiegen die Spartans 2007 ein. Die Auftaktsaison 2007 wurde mit dem dritten Platz der Verbandsliga (5. Liga) abgeschlossen. Die folgende Saison 2008 konnte mit dem Gewinn der Meisterschaft beendet werden, wodurch der Aufstieg in die Oberliga (4. Liga) erreicht wurde. Mit dem Abschluss der Saison 2009 als Tabellenerster der Oberliga Niedersachsen/Bremen war den Spartans das Kunststück eines Durchmarsches von der sechsten in die dritte Liga und damit an die Pforte zum GFL-Spielbetrieb geglückt.
Die darauffolgende Regionalligasaison erwies sich jedoch als zu großer Schritt für die Spartans, welche die Saison 2010 ohne einen einzigen Sieg in der regulären Saison, aber mit drei Siegen in der Abstiegsrelegation beendeten. Dieses letzte Aufbäumen der Mannschaft konnte dennoch den direkten Wiederabstieg in die Oberliga nicht verhindern. Nach dem Abstieg gelang den Spartans durch den zweiten Platz in der Oberliga Niedersachsen/Bremen und einer Aufstockung der 3. Liga der direkte Wiederaufstieg in die Regionalliga. Hier konnten sich die Spartans die kommenden Jahre etablieren. Sie schlossen die Saisons 2012 bis 2016 jeweils im Mittelfeld der Tabelle ab.
Das Jahr 2017 sollte ein sportlich enttäuschendes der Spartans werden. Mit nur drei Siegen aus zwölf Spielen wurde die Mannschaft, die mit Aufstiegsambitionen gestartet war, Tabellenletzter und verblieb nur durch eine glückliche Konstellation aus GFL2-Absteigern und der Intention, die Regionalliga auf acht Teams aufzustocken, in der dritten Spielklasse. Nach dieser Saison mussten sich die Spartans vom langjährigen Head Coach Winston Huggins verabschieden, der auf eigenen Wunsch aus dem Amt ausschied.
In der Saisonvorbereitung 2018 wurde mit Willie James Robinson Jr. ein GFL-erfahrener Head Coach verpflichtet, der die Spartans wieder auf die Erfolgsspur bringen sollte. Dies gelang, sodass sich die Spartans die Meisterschaft der Regionalliga Nord im Fernduell gegen die Hamburg Pioneers sichern konnten. Durch diesen Titel stieg die Mannschaft erstmals in die GFL2 Nord auf.
Nach einer durchwachsenen Saison 2019 mit nur 2 Siegen und 12 Niederlagen beendeten die Hannoveraner diese auf dem vorletzten Platz der GFL2, wodurch sie den Abstieg zurück in die Regionalliga antreten mussten.
Die Saison 2020 und die Saison 2021 in der Regionalliga traten die Spartans bedingt durch die COVID-19-Pandemie nicht an. 2022 wurde die Herrenmannschaft der Spartans ebenfalls aus der Regionalliga Nord abgemeldet.
Ebenfalls 2022 löste sich die U15 Flag Football Abteilung der Hannover Spartans auf. Die Jugendlichen wechselten zu den Hannover Grizzlies, wodurch der Verein eine U13 Flag Football-Mannschaft gründen konnte.